# Leo Canjels

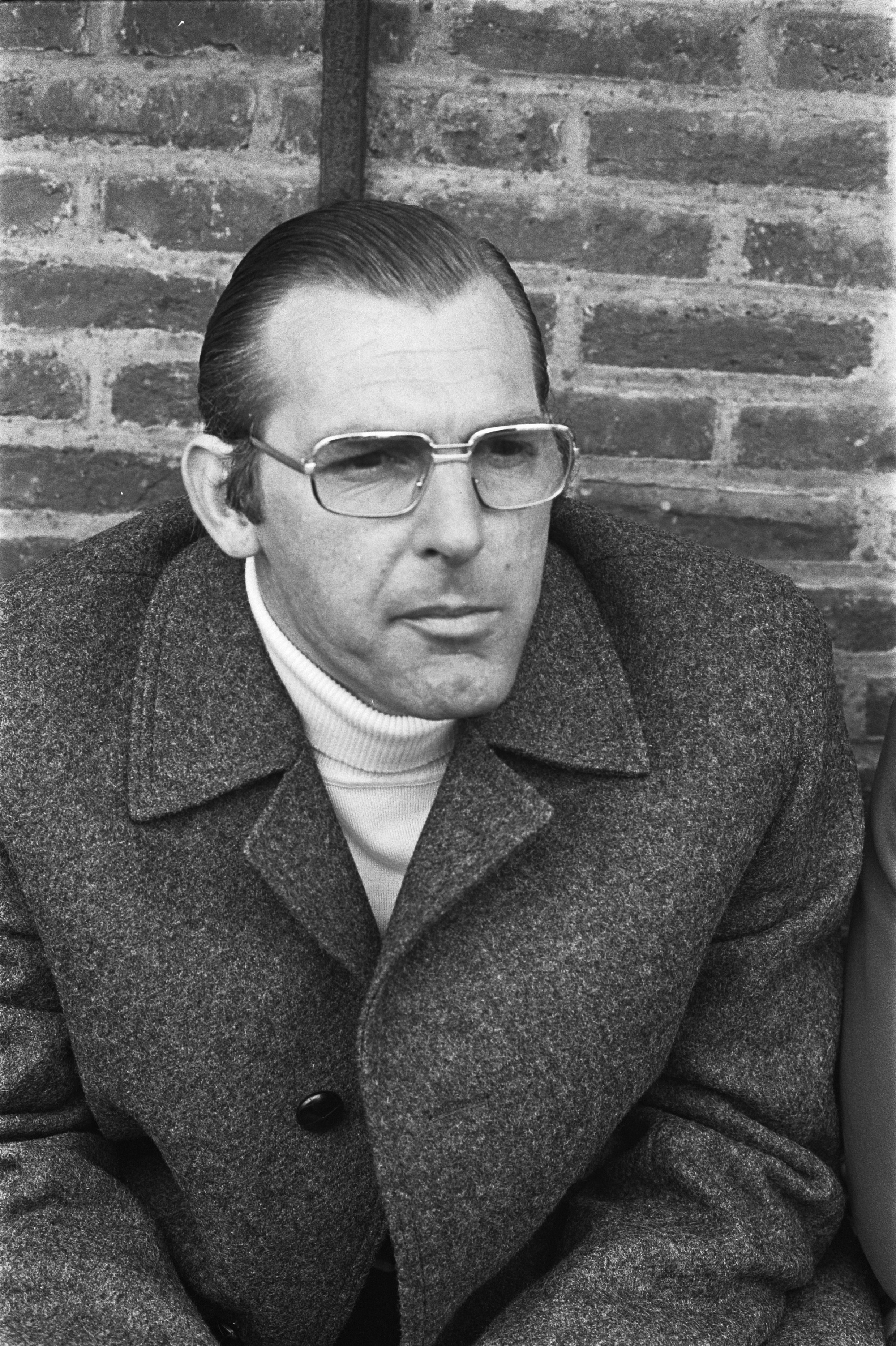
Leo Canjels 1973

Leonard „Leo“ Canjels (* 1. April 1933 in Princenhage, Breda; † 26. Mai 2010 ebenda) war ein niederländischer Fußballspieler und -trainer. Der Stürmer war bei NAC Breda aktiv und wurde dort zweimal Torschützenkönig der Eredivisie. Dreimal kam er auch in der Nationalmannschaft zum Einsatz. Als Trainer betreute er in seinem Heimatland unter anderem NAC und die Maastrichtse VV. Mit dem belgischen Erstdivisionär Club Brugge gewann er 1973 die Meisterschaft.

## Spielerkarriere

### Verein
Canjels begann mit dem Fußballspielen nach dem Zweiten Weltkrieg in der Jugend des VV Baronie in seiner Heimatstadt Breda, der 1954 bei Einführung des Profifußballs in der Eerste Divisie spielte, in der folgenden Saison jedoch nur noch drittklassig war. Mit Einführung der Eredivisie wechselte Canjels 1956 zu NAC, der in der Saison zuvor Zweiter der Niederländischen Meisterschaft geworden war. Der 22-Jährige konnte sich erfolgreich in das Team um Nationalspieler Kees Kuijs integrieren. Nach einer Niederlage beim AFC Ajax in seinem ersten Erstligamatch am 2. September 1956 zeigte er schon bei seinem Heimdebüt gegen die TSV NOAD aus Tilburg eine Woche später seine Torjägerqualität: beim 2:2 erzielte er beide Treffer für NAC. Insgesamt wurden es in seiner ersten Spielzeit 18 Tore in 32 Spielen. Damit kam er allerdings nicht unter die sechs besten Schützen – PSV-Stürmer Coen Dillen holte sich mit 43 Treffern den Topscorer-Titel.
Aufgrund seines harten Schusses erwarb Canjels sich den Beinamen het kanon, „die Kanone“. Die zeigte ihre Schusskraft in der folgenden Saison 1957/58: mit 32 Treffern bei 29 Einsätzen setzte Canjels sich an die Spitze der Torjägerliste vor den etablierten Tonny van der Linden und Coen Dillen. Auch in der folgenden Saison kam niemand an dem Bredaer vorbei; er wurde mit 33 Treffern aus 32 Spielen erneut Torschützenkönig. In zwei Spielen konnte er jeweils vier Treffer gegen Clubs aus Tilburg verbuchen: er schoss in der Saison 1957/58 ebenso alle Tore beim 4:0 gegen NOAD wie in der Folgesaison beim 4:0 gegen Willem II. Trotz dieser Leistungen kam NAC am jeweiligen Saisonende nicht über Mittelfeldplätze in der Eredivisie hinaus. Bis 1963 blieb Canjels bei NAC aktiv; in seinen sieben Eredivisie-Spielzeiten erzielte er in 147 Spielen 114 Tore.

### Nationalmannschaft
Im Mai 1959 setzte Bondscoach Elek Schwartz Canjels in drei Freundschaftsspielen der niederländischen Nationalmannschaft ein. In seinem ersten Match, einem 0:0-Remis in Istanbul gegen die Türkei, und in seinem letzten Spiel in Amsterdam beim 1:2 gegen Schottland blieb er ohne Treffer; bei seinem zweiten Einsatz in Sofia gegen Bulgarien erzielte er bei der 2:3-Niederlage beide Tore der Nederlands Elftal.

## Trainer
Canjels war zunächst Ausbilder an der Trainerschule des KNVB in Zeist und trainierte anschließend die VV Dongen. 1963 ging er zu seinem ehemaligen Verein Baronie und 1964 zur VV Internos in Etten-Leur, ehe er 1965 als Trainerassistent wieder zu NAC Breda wechselte. 1968 wurde er Chefcoach von NAC, konnte jedoch keine größeren Erfolge erringen. 1971 ging er in die belgische erste Liga zum Club Brugge, wohin er seine Landsleute Nico Rijnders von Ajax und Wietze Veenstra von PSV mitnahm, um die er eine erfolgreiche Mannschaft aufbaute. Am Ende der Saison entschied bei gleicher Punktzahl die Anzahl der Siege die Meisterschaft zugunsten von RSC Anderlecht. Die Mannschaft wurde um Spieler wie Ruud Geels, Georges Leekens und den Mönchengladbacher Ulrik le Fevre verstärkt, und in der Folgesaison holte das Team nach 53 Jahren wieder einen Meistertitel für den Club. Dennoch wurde Canjels wenig später entlassen, nachdem er sich in der niederländischen Fachzeitschrift Voetbal International über den Vereinsvorstand beschwert hatte. Er ging in die Eredivisie zur MVV nach Maastricht, wo er zwei Jahre blieb. 1975 ging er erneut nach Belgien und trainierte anschließend jeweils zwei Jahre in Folge Patro Eisden Maasmechelen und Beringen FC. 1979 kam er wieder nach Brügge, jedoch zum Ortsrivalen des Club, Cercle Brugge, der gerade wieder in die Eerste Klasse aufgestiegen war. 1982 verließ er Cercle jedoch im Abstiegskampf wieder. Er ging zum KV Mechelen in die zweite Liga und führte ihn in die Eerste Klasse zurück – der Anfang der erfolgreichen Zeit der Mechelner mit dem Europapokalsieg 1988 als Höhepunkt. 1985 hatte Canjels den Verein jedoch schon wieder verlassen. Er trainierte in den folgenden Jahren weitere belgische Zweitligisten, so Eendracht Aalst, Overpelt und zwei weitere Male Patro Eisden. 1990 beendete er seine Trainerlaufbahn beim FC Boom. Er blieb anschließend als Privatmann in Belgien, ließ sich aber nahe der niederländischen Grenze nieder.